# Fietssnelweg F20
De fietssnelweg F20 is een fietssnelweg van 22km lang van Halle naar Brussel.
De fietssnelweg begint in Halle aan de grens met Tubeke en loopt langs het Kanaal Brussel-Charleroi tot aan het Sainctelettesquare.
De F20 zal aansluiten op de fietssnelweg richting Antwerpen. Deze zal naar verwachting komen nadat de werkzaamheden aan het Redersplein afgerond zijn.

## Aansluitingen
De F20 sluit aan op volgende andere fietssnelwegen: F208 (Brussel-Halle), F209 (Brussel-Denderleeuw-Aalst), F212 (Asse-Brussel), F23 (Brussel-Vilvoorde-Boom) en de F1 (Antwerpen-Mechelen-Brussel)